# Chakib Ben Makhlouf
Chakib Benmakhlouf, född den 2 juli 1959, var ordförande för Federation of Islamic Organisations in Europe 2008–2014.
Benmakhlouf har marockanskt ursprung, men han är svensk medborgare. Han var en grundare och  tidigare rektor för Islamiska skolan i Stockholm, vilken är medlem i intresseorganisationen Sveriges Islamiska Skolor och Benmakhlouf har också varit aktiv i denna organisation.
Han var en av deltagarna på ett förmöte i Sveriges riksdag som kallades "Yttrande- och religionsfrihet, broar till förståelse" som avhölls 2008 på initiativ av muslimen och miljöpartisten, riksdagsman Mehmet Kaplan. Konferensen som följde på detta möte organiserades av tre organisationer som ingår i det Muslimska brödraskapets europeiska nätverk: Federation of Islamic Organisations in Europe, Islamiska förbundet i Sverige och Sveriges muslimska råd.  Några dagar efter president Mubaraks fall i Egypten 2011 arrangerade, Benmakhlouf, dåvarande ordförande för Federation of Islamic Organisations in Europe, ett möte mellan ledarna för Muslimska Brödraskapet i Egypten och en delegation från den Socialdemokratiska sidoorganisationen Tro och Solidaritet. Bland deltagarna var Mariam Osman Sherifay, Alaa Idris och organisations sekreteraren för internationella relationer, Ulf Carmesund.